# Diga di Hancağız
La diga di Hancağız è una diga della Turchia sul fiume Nizip situato nella provincia di Gaziantep e costruito nell'ambito del progetto del sud-est dell'Anatolia. La diga si trova a una decina di chilometri dalla confluenza del fiume con l'Eufrate.

## Fonti
- (EN) Sito dell'agenzia turca delle opere idrauliche, su www2.dsi.gov.tr. URL consultato l'8 agosto 2011 (archiviato dall'url originale il 20 agosto 2008).